# Chlorid technecitý
Chlorid technecitý je anorganická sloučenina s chemickým vzorcem TcCl3.

## Příprava
α-polymorf je lze připravit reakcí tetraoctanu-dichloridu ditechnecitého (Tc2(O2CCH3)4Cl2) s chlorovodíkem při teplotě 300 °C.
β-polymorf lze připravit reakcí kovového technecia a chloru.

## Vlastnosti
Jsou známy dva polymorfy chloridu technecitého:
α-polymorf je černá pevná látka. Jeho struktura je bioktaedrická a skládá se z trojúhelníkových jednotek Tc3Cl9 se symetrií C3v, kdy každý atom technecia je koordinován s dvěma dalšími atomy technecia a pěti chloridovými ligandy (délka vazby Tc-Tc je 2,44 Å). Délka vazby mezi atomy technecia poukazuje, že jsou atomy technecia vázané dvojnou vazbou. Jednotky Tc3Cl9 jsou izostrukturní k chloridu rhenitému. Krystalizuje v trigonální soustavě s prostorovou grupou R3m (číslo 166) a parametry mřížky a = 10,1035(19) Å, c = 20,120(8) Å.
β-polymorf je méně stabilní než α-polymorf a při teplotě 280 °C se po dobu 16 dní přeměňuje na α-polymorf. Jeho struktura se skládá z nekonečných vrstev oktaedrů sdílejících hrany, podobně jako v chloridu molybdenitém a rhenitém. Krystalizuje v jednoklonné soustavě s prostorovou grupou C2/m (číslo 12) a parametry mřížky a = 5,986(3) Å, b = 9,723(5) Å, c = 6,194(3) Å a β = 108,687(6)°.